# Zápas ve volném stylu na Letních olympijských hrách 2020 – seznam účastníků
Seznam účastníků LOH v Tokiu v zápasu ve volném stylu vykrystalizuje z olympijské kvalifikace konané v období od září 2019 do konce května 2020 formou kvalifikačních turnajů. Olympijská kvalifikace byla na jaře 2020 o rok posunuta kvůli pandemii covidu-19.
- Olympijská kvalifikace v zápasu řecko-římském

## Seznam kvalifikačních turnajů
| fáze   | datum                                            | název kvalifikačního turnaje               | místo            | počet kvót | počet kvót |
| fáze   | datum                                            | název kvalifikačního turnaje               | místo            | muži       | ženy       |
| ------ | ------------------------------------------------ | ------------------------------------------ | ---------------- | ---------- | ---------- |
| 1.     | 14. až 17. září 2019                             | Mistrovství světa v zápasu ve volném stylu | Nursultan        | 36         | 36         |
| 2.     | 13. až 15. dubna 2020                            | Americká olympijská kvalifikace            | Ottawa           | 12         | 12         |
| 2.     | 19. až 22. března 2020 18. až 21. března 2021    | Evropská olympijská kvalifikace            | Budapešť         | 12         | 12         |
| 2.     | 13. až 15. března 2020 2. až 4. dubna 2021       | Africká a Oceánská olympijská kvalifikace  | Džadída Hammámet | 12         | 12         |
| 2.     | 27. až 29. dubna 2020 9. až 11. dubna 2021       | Asijská olympijská kvalifikace             | Si-an Almaty     | 12         | 12         |
| 3.     | 30. dubna až 3. května 2020 6. až 9. května 2021 | Světová olympijská kvalifikace             | Sofie            | 12         | 12         |
| celkem | celkem                                           | celkem                                     | celkem           | 96         | 96         |

## Kontinentální kvóty mužů

### Evropa
| země   | −57 kg            | −65 kg                 | −74 kg                       | −86 kg             | −97 kg                 | −125 kg                   | celkem              |
| ------ | ----------------- | ---------------------- | ---------------------------- | ------------------ | ---------------------- | ------------------------- | ------------------- |
| RUS    | Zaur UgujevMS     | Gadžimurad RašidovMS   | Zaurbek SidakovMS            | Artur NajifonovMS  | Abdulrašid SadulajevMS | Sergej KozyrevS           | 6                   |
| BLR    | —                 | —                      | Magomedchabib KadimagomedovS | Ali ŠabanovK       | Alexandr GuštynK       | Děnis ChromenkovK         | 4                   |
| TUR    | Süleyman AtlıMS   | —                      | —                            | Osman GöçenK       | Süleyman KaradenizK    | Taha AkgülMS              | 4                   |
| AZE    | —                 | Hadži AlijevK          | Chadžimurad GadžijevK        | —                  | Šarif ŠarifovMS        | —                         | 3                   |
| GEO    | —                 | —                      | Avtandil KenčadzeK           | —                  | Elizbar OdykadzeMS     | Geno PetrijašviliMS       | 3                   |
| ARM    | Arsen ArutjunjanK | Vazgen TevanjanK       | —                            | —                  | —                      | —                         | 2                   |
| ITA    | —                 | —                      | Frank ChamizoMS              | —                  | Abraham ConyedoS       | —                         | 2                   |
| POL    | —                 | Magomedmurad GadžijevS | Kamil RybickiMSd             | —                  | —                      | —                         | 2                   |
| UKR    | —                 | —                      | Vasyl MychajlovS             | —                  | —                      | Oleksandr ChocjanivskyjMS | 2                   |
| BUL    | Georgi VangelovK  | —                      | —                            | —                  | —                      | —                         | 1                   |
| GER    | —                 | —                      | —                            | —                  | —                      | Gennadij CudovicK         | 1                   |
| GRE    | —                 | Jorgos PilidisS        | —                            | —                  | —                      | —                         | 1                   |
| HUN    | —                 | Islam MusukajevMS      | —                            | —                  | —                      | —                         | 1                   |
| KOS    | —                 | —                      | —                            | —                  | —                      | Egzon ShalaMSd            | 1                   |
| MKD    | —                 | —                      | —                            | —                  | Magomedgadži NurovMS   | —                         | 1                   |
| ROU    | —                 | —                      | —                            | —                  | Albert SaritovS        | —                         | 1                   |
| SMR    | —                 | —                      | —                            | Myles AmineMS      | —                      | —                         | 1                   |
| SRB    | Stevan MićićMS    | —                      | —                            | —                  | —                      | —                         | 1                   |
| SUI    | —                 | —                      | —                            | Stefan ReichmuthMS | —                      | —                         | 1                   |
| SVK    | —                 | —                      | —                            | Boris MakojevS     | —                      | —                         | 1                   |
| FRA    | —                 | —                      | Zelimchan ChadžijevMS, DQ    | —                  | —                      | —                         | 0                   |
| celkem | 5 kvót            | 6 kvót                 | 7 kvót                       | 6 kvót             | 8 kvót                 | 7 kvót                    | 39 kvót pro 20 zemí |

### Asie
| země   | −57 kg                 | −65 kg                | −74 kg               | −86 kg             | −97 kg                       | −125 kg                  | celkem             |
| ------ | ---------------------- | --------------------- | -------------------- | ------------------ | ---------------------------- | ------------------------ | ------------------ |
| IRI    | Rezá AtríMS            | Amírmohammad JazdáníK | Júnes EmámíK         | Hasan JazdáníMS    | Mohammadhosejn MohammadajánK | Jadolláh MohebbíMSd      | 6                  |
| KAZ    | Nurislam SanajevMS     | Daulet NijazbekovMS   | Danijar KajsanovMS   | —                  | Ališer JergaliMS             | Jusup BatyrmurzajevK     | 5                  |
| IND    | Ravi KumarMS           | Bajrang PuniaMS       | —                    | Deepak PuniaMS     | —                            | Sumit MalikS             | 4                  |
| JPN    | Juki TakahašiS         | Takuto OtoguroMS      | Mao OkuiMS           | Sósuke TakataniS   | —                            | —                        | 4                  |
| UZB    | Gʻulomjon AbdullayevK  | —                     | Bekzod AbdurahmonovK | Džabrajil ŠapijevK | Magomed IbragimovK           | Xasanboy RahimovMS, DQ   | 4                  |
| CHN    | Liou Ming-chuK         | —                     | —                    | Lin Cu-šenK        | —                            | Teng Č'-wejMS            | 3                  |
| MGL    | Erdenebatyn BechbajarS | Tömör-Očiryn TulgaMS  | —                    | —                  | —                            | Mönchtörín LchagvagerelK | 3                  |
| KGZ    | —                      | Ernazar AkmatalijevK  | —                    | —                  | —                            | —                        | 1                  |
| SYR    | —                      | —                     | —                    | —                  | —                            | Bandža ChutabaMS, DQ     | 0                  |
| celkem | 7 kvót                 | 6 kvót                | 4 kvóty              | 5 kvót             | 3 kvóty                      | 5 kvót                   | 30 kvót pro 8 zemí |

### Amerika
| země   | −57 kg          | −65 kg              | −74 kg             | −86 kg             | −97 kg          | −125 kg           | celkem             |
| ------ | --------------- | ------------------- | ------------------ | ------------------ | --------------- | ----------------- | ------------------ |
| USA    | Thomas GilmanK  | —                   | Jordan BurroughsMS | David TaylorK      | Kyle SnyderMS   | Nick GwiazdowskiK | 5                  |
| CUB    | —               | Alejandro ValdésK   | Geandry GarzónK    | —                  | Reineris SalasK | —                 | 3                  |
| CAN    | —               | —                   | —                  | —                  | Jordan SteenK   | Amar DhesiK       | 2                  |
| COL    | Óscar TigrerosK | —                   | —                  | Carlos IzquierdoMS | —               | —                 | 2                  |
| ARG    | —               | Agustín DestribatsK | —                  | —                  | —               | —                 | 1                  |
| PER    | —               | —                   | —                  | Pool AmbrocioK     | —               | —                 | 1                  |
| PUR    | —               | —                   | Franklin GómezK    | —                  | —               | —                 | 1                  |
| celkem | 2 kvóty         | 2 kvóty             | 3 kvóty            | 3 kvóty            | 3 kvóty         | 2 kvóty           | 15 kvót pro 7 zemí |

### Afrika a Oceánie
| země   | −57 kg                | −65 kg            | −74 kg          | −86 kg                | −97 kg              | −125 kg             | celkem             |
| ------ | --------------------- | ----------------- | --------------- | --------------------- | ------------------- | ------------------- | ------------------ |
| ALG    | Abd al-Hak CharbášK   | —                 | —               | Fátih Ibn FardžalláhK | Mohamed FaradžK     | Džahíd BarrahalK    | 4                  |
| EGY    | —                     | —                 | Amr RedzáK      | —                     | —                   | Dijá ad-Dín DžaudaK | 2                  |
| GBS    | Diamantino Iuna FaféK | —                 | Augusto MidanaK | —                     | —                   | —                   | 2                  |
| TUN    | —                     | Hajtham DáchlávíK | —               | —                     | Mohamed as-SaídávíK | —                   | 2                  |
| NGR    | —                     | —                 | —               | Ekerekeme AgiomorK    | —                   | —                   | 1                  |
| SEN    | —                     | Adama DiattaK     | —               | —                     | —                   | —                   | 1                  |
| celkem | 2 kvóty               | 2 kvóty           | 2 kvóty         | 2 kvóty               | 2 kvóty             | 2 kvóty             | 12 kvót pro 6 zemí |

pozn:
- Škrtnutí volnostylaři nebyli na olympijské hry nominováni nebo nestartovali kvůli zranění, prokázanému dopingu, případně z jiného důvodu.
- Volnostylaři s indexem MS vybojoval kvótu pro svoji zemi na mistrovství světa.
- Volnostylaři s indexem MSd dostal kvótu pro svoji zemi z mistrovství světa po diskvalifikaci zápasníka před ním v pořadí.
- Volnostylaři s indexem K vybojoval kvótu pro svoji zemi na kontinentální olympijské kvalifikaci.
- Volnostylaři s indexem S vybojoval kvótu pro svoji zemi na světové olympijské kvalifikaci
- Volnostylaři s indexem N byl nominován na olympijské hry na úkor krajana, který kvótu vybojoval.

## Kontinentální kvóty žen

### Evropa
| země   | −50 kg                   | −53 kg                  | −57 kg                | −62 kg                   | −68 kg              | −76 kg                 | celkem              |
| ------ | ------------------------ | ----------------------- | --------------------- | ------------------------ | ------------------- | ---------------------- | ------------------- |
| RUS    | Jekatěrina PoleščukováMS | Olga ChorošavcevováS    | Veronika ČumikovováS  | Ljubov OvčarovováS       | Chanum VelijevováK  | Natalija VorobjovováK  | 6                   |
| UKR    | Oksana LivačováMS        | —                       | Alina HrušynováK      | Iryna KoljadenkováK      | Alla ČerkasovováMS  | Alla BelynskáS         | 5                   |
| BUL    | Miglena SeliškováK       | —                       | Evelina NikolovováK   | Tajbe JuseinováMS        | Mimi ChristovováS   | —                      | 4                   |
| BLR    | —                        | Vanessa KolodinskáK     | Irina KuročkinováMS   | —                        | —                   | Vasilisa MarzaljukováK | 3                   |
| SWE    | —                        | Sofia MattssonováK      | —                     | Henna JohanssonováMS     | Jenny FranssonováMS | —                      | 3                   |
| AZE    | Marija StadnykováMS      | —                       | —                     | —                        | Elis ManolovováS    | —                      | 2                   |
| GER    | —                        | —                       | —                     | —                        | Anna SchellováMS    | Aline FockenováMS      | 2                   |
| POL    | —                        | Roksana ZasinováMS      | Jowita WrzesieńováMS  | —                        | —                   | —                      | 2                   |
| FRA    | —                        | —                       | Mathilde RivièreováS  | —                        | Koumba LarroqueováK | —                      | 2                   |
| ROU    | Alina VucováMS           | Andreea AnaováS         | —                     | —                        | —                   | —                      | 2                   |
| TUR    | Evin DemirhanováK        | —                       | —                     | —                        | —                   | Yasemin AdarováS       | 2                   |
| EST    | —                        | —                       | —                     | —                        | —                   | Epp MäeováMS           | 1                   |
| GRE    | —                        | Maria PrevolarakisováMS | —                     | —                        | —                   | —                      | 1                   |
| HUN    | —                        | —                       | —                     | Marianna SastinováMS     | —                   | —                      | 1                   |
| LAT    | —                        | —                       | —                     | Anastasija GrigorjevováK | —                   | —                      | 1                   |
| MDA    | —                        | —                       | Anastasia NichitováMS | —                        | —                   | —                      | 1                   |
| celkem | 6 kvót                   | 6 kvót                  | 7 kvót                | 6 kvót                   | 7 kvót              | 6 kvót                 | 38 kvót pro 16 zemí |

### Asie
| země   | −50 kg                  | −53 kg                | −57 kg                   | −62 kg                  | −68 kg                     | −76 kg               | celkem             |
| ------ | ----------------------- | --------------------- | ------------------------ | ----------------------- | -------------------------- | -------------------- | ------------------ |
| CHN    | Sun Ja-nanMS            | Pchang Čchien-jüMS    | Žung Ning-ningMS         | Lung ŤiaK               | Čou FengK                  | Čou ČchienMS         | 6                  |
| JPN    | Jui SusakiováK          | Maju MukaidaováMS     | Risako KawaiováMS        | Jukako KawaiováMS       | Sara DošóováMS             | Hiroe MinagawaováMS  | 6                  |
| MGL    | Cogt-Očiryn NamúncecegK | Bat-Očiryn BolortujáK | Boldsajchany ChongorzulK | Chürelchűgín BolortujáS | Sorondzonboldyn BatcecegMS | Očirbatyn BurmáK     | 6                  |
| IND    | Síma BislaováS          | Vinesh PhogatováMS    | Anshu MalikováK          | Sonam MalikováK         | —                          | —                    | 4                  |
| KAZ    | Valentina IslamovováMS  | Taťjana AmandžolováK  | —                        | —                       | —                          | Elmira SyzdykovováMS | 3                  |
| KGZ    | —                       | —                     | —                        | Ajsulú TynybekovováMS   | Meerim DžumanazarovováK    | Ajperi MedetkyzyováK | 3                  |
| PRK    | —                       | Pak Jong-miMS         | —                        | Im Čong-simMS           | —                          | —                    | 2                  |
| celkem | 5 kvót                  | 6 kvót                | 4 kvóty                  | 6 kvót                  | 4 kvóty                    | 5 kvót               | 30 kvót pro 7 zemí |

### Amerika
| země   | −50 kg                | −53 kg                 | −57 kg             | −62 kg            | −68 kg               | −76 kg             | celkem             |
| ------ | --------------------- | ---------------------- | ------------------ | ----------------- | -------------------- | ------------------ | ------------------ |
| USA    | Sarah HildebrandtováK | Jacarra WinchesterováK | Helen MaroulisováK | Kayla MiracleováK | Tamyra MensahováMS   | Adeline GrayováMS  | 6                  |
| CUB    | Yusneylis GuzmánováK  | Lianna MonterováK      | —                  | —                 | Yudaris SánchezováK  | —                  | 3                  |
| BRA    | —                     | —                      | —                  | Laís NunesováK    | —                    | Aline FerreiraováK | 2                  |
| CAN    | —                     | —                      | —                  | —                 | Danielle LappageováK | Erica WiebeováK    | 2                  |
| ECU    | Lucía YépezováS       | —                      | —                  | —                 | —                    | —                  | 1                  |
| MEX    | —                     | —                      | Alma ValenciaováK  | —                 | —                    | —                  | 1                  |
| celkem | 3 kvóty               | 2 kvóty                | 2 kvóty            | 2 kvóty           | 3 kvóty              | 3 kvóty            | 15 kvót pro 6 zemi |

### Afrika a Oceánie
| země   | −50 kg           | −53 kg             | −57 kg                  | −62 kg             | −68 kg                 | −76 kg           | celkem             |
| ------ | ---------------- | ------------------ | ----------------------- | ------------------ | ---------------------- | ---------------- | ------------------ |
| NGR    | Adijat IdrisováK | —                  | Odunayo AdekuoroyeováMS | Aminat AdeniyiováK | Blessing OborududuováK | —                | 4                  |
| TUN    | Sára HamdíováK   | —                  | Sivar BousettováK       | Marva AmríováK     | —                      | Zajnab SagírováK | 4                  |
| EGY    | —                | —                  | —                       | —                  | Inés MustafováK        | Samar AmerováK   | 2                  |
| CMR    | —                | Joseph EssombeováK | —                       | —                  | —                      | —                | 1                  |
| GUI    | —                | —                  | Fatoumata CamaraováK    | —                  | —                      | —                | 1                  |
| GUM    | —                | Rckaela AquinováK  | —                       | —                  | —                      | —                | 1                  |
| celkem | 2 kvóty          | 2 kvóty            | 3 kvóty                 | 2 kvóty            | 2 kvóty                | 2 kvóty          | 13 kvót pro 6 zemi |

Pozn:
- Škrtnuté volnostylařky nebyly na olympijské hry nominovány nebo nestartovaly kvůli zranění, prokázanému dopingu, případně z jiného důvodu.
- Volnostylařka s indexem MS vybojovala kvótu pro svoji zemi na mistrovství světa.
- Volnostylařka s indexem MSd dostala kvótu pro svoji zemi z mistrovství světa po diskvalifikaci zápasnice před ní v pořadí.
- Volnostylařka s indexem K vybojovala kvótu pro svoji zemi na kontinentální olympijské kvalifikaci.
- Volnostylařka s indexem S vybojovala kvótu pro svoji zemi na světové olympijské kvalifikaci
- Volnostylařka s indexem N byla nominována na olympijské hry na úkor krajanky, která kvótu vybojoval.

## Pořadatelská země
Japonsko se řadí mezi velmoce v olympijském zápasu. 
Mezinárodní olympijský výbor (MOV) blokuje 2 kvóty pro japonské zápasníky (muž a žena) v případě, že by se žádný nekvalifikoval. S vysokou pravděpodobností obě kvóty propadnou a budou uděleny jako divoká karta zemím, které neuspějou třífázové kvalifikaci.

## Pozvaní sportovci
Tripartitní komise bude zasedat 15. ledna 2020. Přednost dostávají sportovci z malých nebo z rozvojových zemí.

## Divoká karta
Očekává se, že 2 blokované kvóty pro japonské zápasníky propadnou a budou uděleny jako divoká karta.

## Česká stopa v olympijské kvalifikaci
Do první fáze olympijské kvalifikace zasáhly na mistrovství v Nursultanu (Astaně) 2 české volnostylařky. Adéla Hanzlíčková (−68 kg) a Lenka Hocková se v první fázi kvalifikace výrazně neprosadily.
Do druhé fáze kontinentální olympijské kvalifikace zasáhla jedna volnostylařka – Adéla Hanzlíčková (−68 kg). Po úvodní výhře nad Běloruskou Hannou Sadčenkovou na lopatky nezvládla zápas druhého kola s Italkou Dalmou Canevaovou. V poslední minutě se vytlačením soupeřky mimo hrací plochu ujala vedení 2:1 na technické body, vzápětí se však nechala porazit útokem na nohy za 4 technické body a do konce hrací doby pouze snížila náskok Italky na konečných 4:5.
Do třetí fáze olympijské kvalifikace zasáhla pouze Adéla Hanzlíčková (−68 kg). Na cestě do semifinále porazila všechny své soupeřky před časovým limitem na lopatky. Rozhodující semifinálový zápas proti domácí Bulharce Mimi Christovové nezvládla a po porážce 2:12 na technické body se na olympijské hry přímo nekvalifikovala.